# Thonus laticollis
Thonus laticollis är en rundmaskart. Thonus laticollis ingår i släktet Thonus, och familjen Qudsianematidae. Arten är reproducerande i Sverige.